# 치트랑가다 싱
치트랑가다 싱(힌디어: चित्रांगदा सिंह, 영어: Chitrangada Singh, 1976년 8월 30일 ~ )은 인도의 배우이다.